# Mamadou Keïta
Mamadou Keïta   (Bamako, 20 d'octubre de 1947 - Mali, 9 d'abril de 2008) fou un futbolista malià de la dècada de 1970 i entrenador.
Fou internacional amb la selecció de futbol de Mali i porter de l'Stade Malien.
Posteriorment destacà com a entrenador, on dirigí la selecció de Mali i diversos clubs africans.
- 1983–1984 Mali U-17
- 1993–1997  Mali
- Gonfreville Alliance Club (Bouaké)
- ASC Bouaké
- Africa Sports d'Abidjan
- AS Denguélé
- Stade Malien
- AS Biton
- Jeunesse Athletic Club (Port-Gentil)
- Club Sport Batavéa (Libreville)
- 2004–2005  Mali